# Matilde Ucelay
Matilde Ucelay Maortúa (Madrid, 1912 – Madrid, 24 tháng 11 năm 2008) là người phụ nữ đầu tiên có bằng kiến trúc sư tại Tây Ban Nha. Cô được trao giải thưởng Premio Nacional de Arquitectura de España (Giải thưởng Kiến trúc Quốc gia Tây Ban Nha) vào năm 2004.

## Tiểu sử
Ucelay là con gái lớn của luật sư Enrique Sanz và vợ, Pura Ucelay Maortúa Lombera. Các chị gái của cô là Luz, Margarita y Carmen Ucelay. Mẹ cô, Pure Maortúa, một người bạn tuyệt vời của Federico García Lorca, thuộc Câu lạc bộ Lyceum và là người sáng lập công ty sân khấu Anfistora.
Cô đã nhận bằng tú tài từ Học viện-Escuela. Năm 1931, cô vào Trường Kiến trúc tại Đại học Madrid, nơi cô là thành viên tích cực của Federación Universitaria Escolar (FUE). Ucelay tăng gấp đôi khóa học của mình, qua đó kết thúc một năm so với kế hoạch vào tháng 6 năm 1936. Vào ngày 10 tháng 7, tại khách sạn quốc gia, bạn bè và bạn bè của cô đã vinh danh khi cô trở thành người phụ nữ đầu tiên nhận bằng kiến trúc ở Tây Ban Nha. Buổi lễ có sự tham gia của kiến trúc sư Amós Salvador Carreras, sau đó là Bộ trưởng Bộ Nội vụ. Cùng năm đó, cô phục vụ trong Hội đồng quản trị của Hội Phụ nữ Kiến trúc sư Madrid với tư cách là thư ký từ tháng 8 đến tháng 10 (hoặc tháng 11), lúc đó cô cùng gia đình chuyển đến Valencia.
Vào tháng 1 năm 1937, cô kết hôn với Jose Ruiz-Castillo, luật sư và quan chức của Bộ Nông nghiệp, một thành viên của một gia đình biên tập viên nổi tiếng ở Madrid. Cha ông sở hữu Biblioteca Nueva, mà Ruiz-Castillo được thừa hưởng. Cặp đôi đã có hai con, Jose Enrique và Javier. Sau Nội chiến Tây Ban Nha, và vì tham gia Hội đồng Quản trị của Trường Cao đẳng Kiến trúc sư Madrid năm 1936, cô đã bị xét xử và buộc tội "hỗ trợ cho cuộc nổi loạn". Tại phiên tòa, lời khai đã được một số người ủng hộ. Tuy nhiên, cô đã bị kết án vào ngày 9 tháng 7 năm 1942 vì không đủ điều kiện cho công sở, bị cấm hành nghề tư nhân trong năm năm và bị phạt 30.000 pesetas. Danh hiệu kiến trúc mà cô có được vào năm 1936 không được chính thức ban hành cho đến năm 1946. Vào những năm 1950, việc ứng cử của bà vào hội đồng quản trị của Hiệp hội phụ nữ đại học, nơi bà thành lập với thẻ số bảy, đã bị chính quyền Franco phủ quyết. Năm 1998, Asociación La Mujer Construye (Hiệp hội xây dựng phụ nữ) đã công nhận Ucelay là người phụ nữ đầu tiên tốt nghiệp ngành kiến trúc ở Tây Ban Nha. Năm 2004, cô đã giành giải thưởng Kiến trúc Quốc gia. Hai năm sau, cô tham gia vào Venice Biennale, đại diện cho Tây Ban Nha trong sự kiện này.
Cô qua đời tại Madrid vào ngày 24 tháng 11 năm 2008.

## Một số công trình
- Nhà Oswald ở Puerta de Hierro, Madrid
- Nhà Bernstein
- Nhà Marichalar
- Nhà Ortega Esportono
- Nhà Simone Ortega
- Nhà Benitez Lugo ở Las Palmas
- Nhà Ucelay ở Long Island
- Các nhà sách Turner và Hispano-Argentina ở Madrid